# Georg Oeggl
Georg Oeggl (* 2. August 1900 in Innsbruck; † 17. Dezember 1954 in Wien) war ein österreichischer Theaterschauspieler und Opernsänger 
(Bariton). Nationale Bekanntheit erlangte er vor allem als Opernsänger, aber auch als Interpret volkstümlicher Lieder.

## Leben

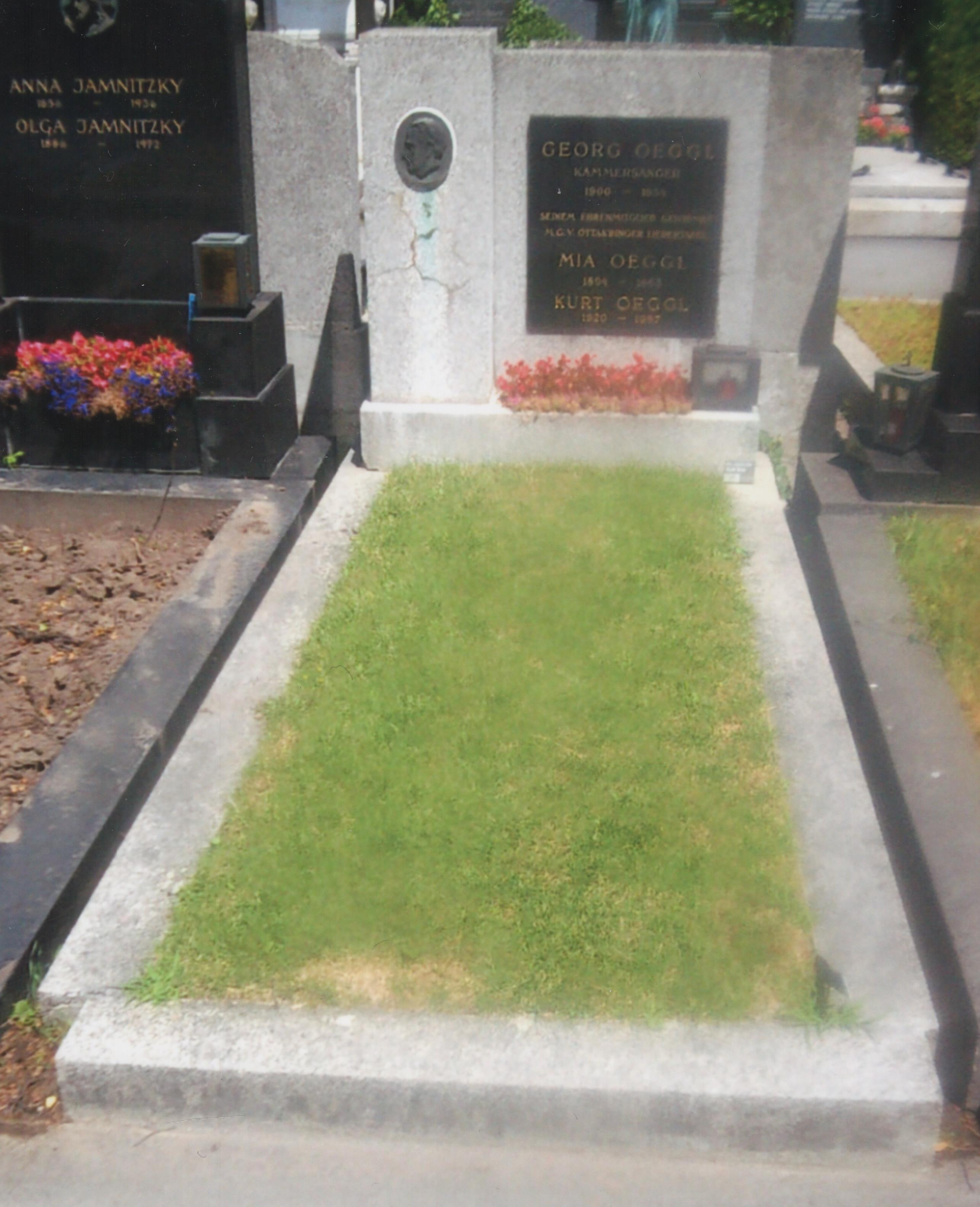
Grabstätte von Georg Oeggl

Georg Oeggl begann seine Laufbahn zunächst als Schauspieler an der Exl-Bühne in Innsbruck, bevor er ein Gesangsstudium bei Nino Cairone in Mailand absolvierte. 1927 gab er sein Debüt in München. Von 1934 bis 1954 gehörte er zum Ensemble der Volksoper Wien. Oeggl stand 1944 in der Gottbegnadeten-Liste des Reichsministeriums für Volksaufklärung und Propaganda.
Oeggls bedeutendste Rollen lagen in der deutschen Spieloper und italienischen Opern, insbesondere von seinem bevorzugten Komponisten Giuseppe Verdi.
Im Lauf seiner Karriere war er neben der Volksoper und Staatsoper Wien auch in Innsbruck, München, Zürich, Coburg und Würzburg engagiert.
Oeggl starb 1954 auf dem Höhepunkt seines Schaffens. Er brach auf dem Heimweg von einer Probe auf offener Straße zusammen. Sein ehrenhalber gewidmetes Grab befindet sich auf dem Döblinger Friedhof in Wien (Gruppe 26, Reihe 3, Nummer 10).
In der bayerischen Gemeinde Bischofswiesen ist eine Straße nach ihm benannt.